# Sinularia verseveldti
Sinularia verseveldti är en korallart som beskrevs av van Ofwegen 1996. Sinularia verseveldti ingår i släktet Sinularia och familjen läderkoraller. Inga underarter finns listade i Catalogue of Life.